# Толерантность к неопределённости
Толерантность к неопределённости (по Герту Хофстеде) (англ. Uncertainty avoidance) — индекс, определяющий уровень, при котором люди в культуре нервничают от ситуаций, воспринимаемых ими как неструктурированные, неясные или непредсказуемые, и от ситуаций, которых они пытаются избежать, поддерживая строгие кодексы поведения и веру в абсолютные истины. Избегание неопределенности является одним из шести ключевых измерений культуры по Герту Хофстеде. Термин был введён в 1970-х годах социологом Гертом Хофстеде в результате кросс-культурного исследования, которое было проведено в более чем 70 странах, и послужил следствием обнаружения значимого кросс-культурного феномена.

### Что измеряет индекс избегания неопределенности
Этот индекс определяет и показывает уровень, по которому общество рассматривает себя находящимся под угрозой из-за неопределенной или двусмысленной ситуации. Чем выше этот индекс, тем сильнее попытки избежать этих ситуаций за счет максимальной стабильности в профессиональной карьере, создания формальных правил, нетерпимости к инакомыслию и девиантному поведению, вере в наличие абсолютных истин. В то же время в таких обществах наблюдается высокий уровень агрессии и тревожности, что создает сильное внутреннее стремление к упорному труду.

### Высокий уровень избегания неопределенности (англ. high-uncertainty avoidance)
Культуры, имеющие высокий уровень избегания неопределенности, обеспечивают стабильность для членов общества посредством установленных официальных протоколов, нетерпимостью девиантному поведению, подчеркивая единое мнение и сопротивление изменениям, стараются избегать неясности и двусмысленности. Такие культуры, как правило, характеризуются относительно высоким уровнем тревоги и стресса. Люди, имеющие высокий уровень избегания неопределенности, считают, что жизнь несет в себе потенциал постоянной опасности. Для того чтобы избежать или минимизировать эти опасности устанавливают планирование, письменные правила, ритуалы, церемонии и др. Также в организациях издаются подробные законы или же неформальные правила, которые устанавливают права и обязанности работодателя и наемных работников. Кроме того, существует множество внутренних правил и инструкций, которые определяют распорядок рабочего дня. Таким образом, создается четкая структура, в которой люди в максимально возможной степени стараются избежать случайностей. В таких культурах постоянная спешка является нормальным явлением, а люди не склонны к принятию быстрых изменений и препятствуют возможным нововведениям. К странам с высоким уровнем избегания неопределенности относятся: Греция, Португалия, Гватемала, Уругвай, Бельгия, Япония, Франция, Чили, Испания и др.

### Низкий уровень избегания неопределенности (англ. low-uncertainty avoidance)
Такие страны как Швеция, Сингапур, Ямайка, Дания, Ирландия, Великобритания, Индия, США, Норвегия и др. относятся к культурам с низким уровнем избегания неопределенности. Жители этих стран легче и менее эмоционально воспринимают неопределенность, появляющуюся в жизни, они толерантны к риску и неожиданности в незнакомых, непредвиденных условиях. В странах с низким уровнем избегания неопределенности формализованные правила обычно устанавливаются в случаях крайней необходимости в связи с отчетливым противоборством, возникающих относительно их введения. В таких обществах люди считают, что они способны решать проблемы и без множества формальных правил. В культурах с низким уровнем избегания неопределенности люди в большей степени склонны рисковать, они менее подвержены стрессам в неизвестных ситуациях. В таких обществах позитивнее, чем в обществах с высоким уровнем избегания неопределенности, воспринимаются люди с отличающимся поведением и образом мышления. Они более открыты к изменениям и используют меньше законов и правил, а их обычаи имеют менее строгий характер.

### Влияние индекса «избегание неопределенности» на организационное поведение
Самое значимое влияние на организационное поведение индекс избегания неопределенности оказывает при распределении функций между сотрудниками. Другие важные отличия модели менеджмента в странах с высоким и низким значением индекса UA (uncertainty avoidance) отражены в таблице, приведенной ниже:
| Низкое значение индекса UA | Высокое значение индекса UA                                                                       |
| --- | ------------------------------------------------------------------------------------------------- |
| Меньшее структурирование деятельности                                                                                                | Большее структурирование деятельности                                                             |
| Меньше письменных правил | Больше письменных правил                                                                          |
| Работники с более универсальным образованием                                                                                         | Большее число узких специалистов                                                                  |
| Допускается плюрализм мнений | Все должно быть унифицировано, насколько это возможно                                             |
| Менеджер уделяет больше внимания стратегическим вопросам                                                                             | Менеджеры уделяют больше внимания деталям                                                         |
| Менеджеры в большей степени ориентированы на внутригрупповое взаимодействие, меняют стиль руководства в зависимости от обстоятельств | Менеджеры в большей степени ориентированы на задачи и менее склонны менять свой стиль руководства |
| Менеджеры охотнее принимают индивидуальные и рискованные решения                                                                     | Менеджеры неохотно принимают индивидуальные решения и решения в условиях риска                    |
| Высокий уровень текучести рабочей силы                                                                                               | Низкая текучесть рабочей силы                                                                     |
| Более амбициозные работники | Менее амбициозные работники                                                                       |
| Более низкий уровень удовлетворения                                                                                                  | Более высокий уровень удовлетворения                                                              |
| Меньше власти благодаря контролю неопределенности                                                                                    | Больше власти благодаря контролю неопределенности                                                 |
| Менее ритуализированное поведение | Более ритуализированное поведение                                                                 |

### Значения избегания неопределенности для стран
| Ряд стран         | Ряд стран           | Ряд стран            |
| ----------------- | ------------------- | -------------------- |
| 1 Греция          | 19 Израиль          | 37 Австралия         |
| 2 Португалия      | 20 Колумбия         | 38 Норвегия          |
| 3 Гватемала       | 21/22 Венесуэла     | 39/40 Южная Африка   |
| 4 Уругвай         | 21/22 Бразилия      | 39/40 Новая Зеландия |
| 5/6 Бельгия       | 23 Италия           | 41/42 Индонезия      |
| 5/6 Сальвадор     | 24/25 Пакистан      | 41/42 Канада         |
| 7 Япония          | 24/25 Австрия       | 43 США               |
| 8 Югославия       | 26 Тайвань          | 44 Филиппины         |
| 9 Перу            | 27 ОАЭ              | 45 Индия             |
| 10/15 Испания     | 28 Эквадор          | 46 Малайзия          |
| 10/15 Аргентина   | 29 Германия         | 47/48 Великобритания |
| 10/15 Панама      | 30 Таиланд          | 47/48 Ирландия       |
| 10/15 Франция     | 31/32 Иран          | 49/50 Гонконг        |
| 10/15 Чили        | 31/32 Финляндия     | 49/50 Швеция         |
| 10/15 Коста-Рика  | 33 Швейцария        | 51 Дания             |
| 16/17 Турция      | 34 Западная Африка  | 52 Ямайка            |
| 16/17 Южная Корея | 35 Голландия        | 53 Сингапур          |
| 18 Мексика        | 36 Восточная Африка |                      |

Чем меньше значение, тем больше страну можно классифицировать как ту, которая не любит неопределенность; a большее число ассоциируется со страной, которая чувствует себя более комфортно (G. Hofstede, Culture’s Consequences: Comparing Values, Behaviors, Institutions and Organizations
Across Nations, 2nd ed. (Thousand Oaks, CA: Sage Publications, 2001).

### Критика модели Хофстеде
Несомненно модель Хофстеде принимается в качестве наиболее всеобъемлющей основы национальных культурных ценностей, но она была широко раскритикована.
Г. Хофстеде признаёт, что культурные аспекты он обозначил как теоретические конструкции, которые представляют собой инструменты, предназначенные для использования в практических приложениях. Обобщения о культуре одной страны полезны, но они должны рассматриваться в качестве руководства для лучшего понимания. Они являются измерением на уровне группы, которая описывает средние показатели, относящиеся к населению в целом. Культурные аспекты Хофстеде позволяют пользователям различать страны, но это не относится к различиям между членами общества. Они не обязательно определяют личности индивидов. Национальные оценки никогда не следует интерпретировать как детерминированные для физических лиц.
Как и во всех других исследованиях национальных культур предполагается, что национальная территория и грани культуры совпадают. Но культурную однородность нельзя принимать как данность в странах, которые включают несколько культурных групп или в которых есть социально доминирующие, а также подчинённые культурные группы.
Респонденты Хофстеде работали в одной многонациональной компании, а именно в компьютерной отрасли. И этот факт может ввести в заблуждение по двум причинам. В любой стране ценности сотрудников IBM типичны только для небольшой группы (образованные, обычно средний класс, городские жители); другие социальные группы (неквалифицированные, занятые ручным трудом рабочие и т. д.) в той или иной степени исследованием не охвачены. Эта проблема репрезентативности имела бы место, какая бы одна-единственная компания ни предоставила респондентов.